# Forêt des écrivains combattants
La forêt des écrivains combattants est une forêt du département français de l’Hérault, baptisée en l’honneur d’hommes et femmes de lettres morts pendant les deux guerres mondiales.

## Situation
La forêt se situe sur le massif montagneux du Caroux-Espinouse. Elle fait partie du territoire des communes de Combes et Rosis (Hérault). Elle est aujourd’hui incluse dans le périmètre du Parc naturel régional du Haut-Languedoc.

## Histoire
En 1930, des inondations ravagent une grande partie du sud-ouest de la France, notamment le département de l’Hérault. Le déboisement est mis en cause et la replantation est souhaitée par les pouvoirs publics. L’Association des écrivains combattants, présidée par Claude Farrère, décide, en 1931, de participer à ce mouvement en créant la forêt des écrivains combattants, plantée de pins et de cèdres sur 135 hectares. Elle s’est associée au Touring club de France (TCF).
Le projet a été monté par Emmanuel Bourcier, écrivain et ancien combattant, rejoint par un pépiniériste, Francisque Lacarelle, qui planta à ses frais dix mille arbres. Il s’agit alors de conserver la mémoire d’écrivains morts pendant la Première Guerre mondiale.
En juillet 1938 a lieu l’inauguration des allées et des bornes portant les noms d’écrivains disparus, ainsi que des œuvres monumentales réalisées par le sculpteur Paul Moreau-Vauthier (1871-1936) : une stèle et, au centre d’une clairière, une table de six mètres de circonférence représentant une Croix de guerre. L’écrivain et futur collaborateur Paul Chack, président de l’association depuis 1936, accueille deux ministres en exercice: Auguste Champetier de Ribes (anciens combattants) et Henri Queuille (agriculture).
Le 13 juillet 1952, Pierre Chanlaine, président de l’Association des écrivains combattants, remet la propriété de la forêt à l’État. Elle devient une forêt domaniale et est aménagée comme site de promenade. Les noms d’écrivains morts pendant la Deuxième Guerre mondiale sont ajoutés.
En 1983, des incendies dévastent près d’un quart de la surface de la forêt. De nouvelles plantations et de nouvelles installations d’accueil sont ensuite réalisées.
Le 18 novembre 2010, une convention pour la mise en valeur du massif a été signée à la Croix de Guerre de la Forêt des écrivains combattants entre le conseil général de l’Hérault, l’Office national des forêts et les communes de Combes et de Rosis.
Le 30 septembre 2016, le site réhabilité a été inauguré par les hautes autorités parties prenantes au protocole de 2010. Toutes les anciennes stèles éparpillées dans la forêt ont été retirées et remplacées par de nouvelles réalisées en pierre du pays, pierre de Madale, et sont aujourd'hui regroupées de part et d'autre d'un chemin pour tous bétonné, serpentant en boucle dans les sous-bois sur 1,7 km environ. Trente stèles comportent, à titre expérimental depuis l'inauguration, un autocollant comportant un Flash-code, ou QR-code, permettant d'accéder à des informations particulières sur les écrivains (biographie, œuvre littéraire, et pour certains un extrait de leur œuvre phare). Autour de la Croix de Guerre monumentale des panneaux réalisés par l'ONF donnent au visiteur des informations sur l'origine de la Forêt, sur l'Association des Écrivains combattants, et donnent la disposition des stèles. Officiellement, cette forêt porte le nom de forêt domaniale des écrivains combattants (FDEC).

## Les écrivains combattants
Lors de l'inauguration de juillet 1938, les noms de 14 écrivains combattants français et de 9 écrivains alliés sont retenus :
- Français : Pierre Rey (1875-1915), Paul Lintier (1893-1916), Jean Raymond-Guasco (1888-1915), Robert d'Humières (1868-1915), Maurice Deroure (1883-1914), J. Jobbé-Duval (1887-1917), André Puget (1882-1915;), Lionel des Rieux (1879-1915), Sylvain Royé (1891-1916), Michel della Torre (1890-1915), Charles Bourcier (1881-1914), Charles Trouffleau (1878-1916), Joost Van Vollenhoven (1877-1918), Paul Moreau-Vauthier (1871-1931)
- Alliés : Gabriele d'Annunzio (Italie, 1863-1938), Léo Somerhausen (Belgique, 1894-1918), Wilfred Owen (Grande-Bretagne, 1893-1918), Alan Seeger (États-Unis, 1888-1916), John McCrae (Canada, 1872-1918), Ferdinand Sesin (Slovaquie), Toutzovitch (Yougoslave)[8].

Parmi les 757 écrivains morts pour la France (560 lors de la première guerre mondiale et 197 au cours de la seconde) et dont les noms sont gravés au Panthéon, soixante-six d'entre eux ont leur nom inscrit sur une stèle de la forêt, dont trois femmes, Bertie Albrecht, Marietta Martin et Irène Némirovsky.
Parmi les hommes de lettres célèbres honorés figurent les Français Paul Drouot, Charles Péguy, Alain-Fournier, Pierre Brossolette, Pierre Leroy-Beaulieu, Antoine de Saint-Exupéry, Robert Desnos, Jacques Decour, Émile Détanger (Émile Nolly), Raoul Pighetti de Rivasso…
Certaines allées de la forêt sont baptisées de noms d’auteurs inconnus. Roland Dorgelès écrivait qu’il avait semblé « juste d’honorer les jeunes, les méconnus, les débutants, qui ne laissaient, pour survivre, que quelques pages dispersées : ceux dont j’ai dit un jour qu’ils ont versé peu d’encre, mais tout leur sang ».

## Galerie

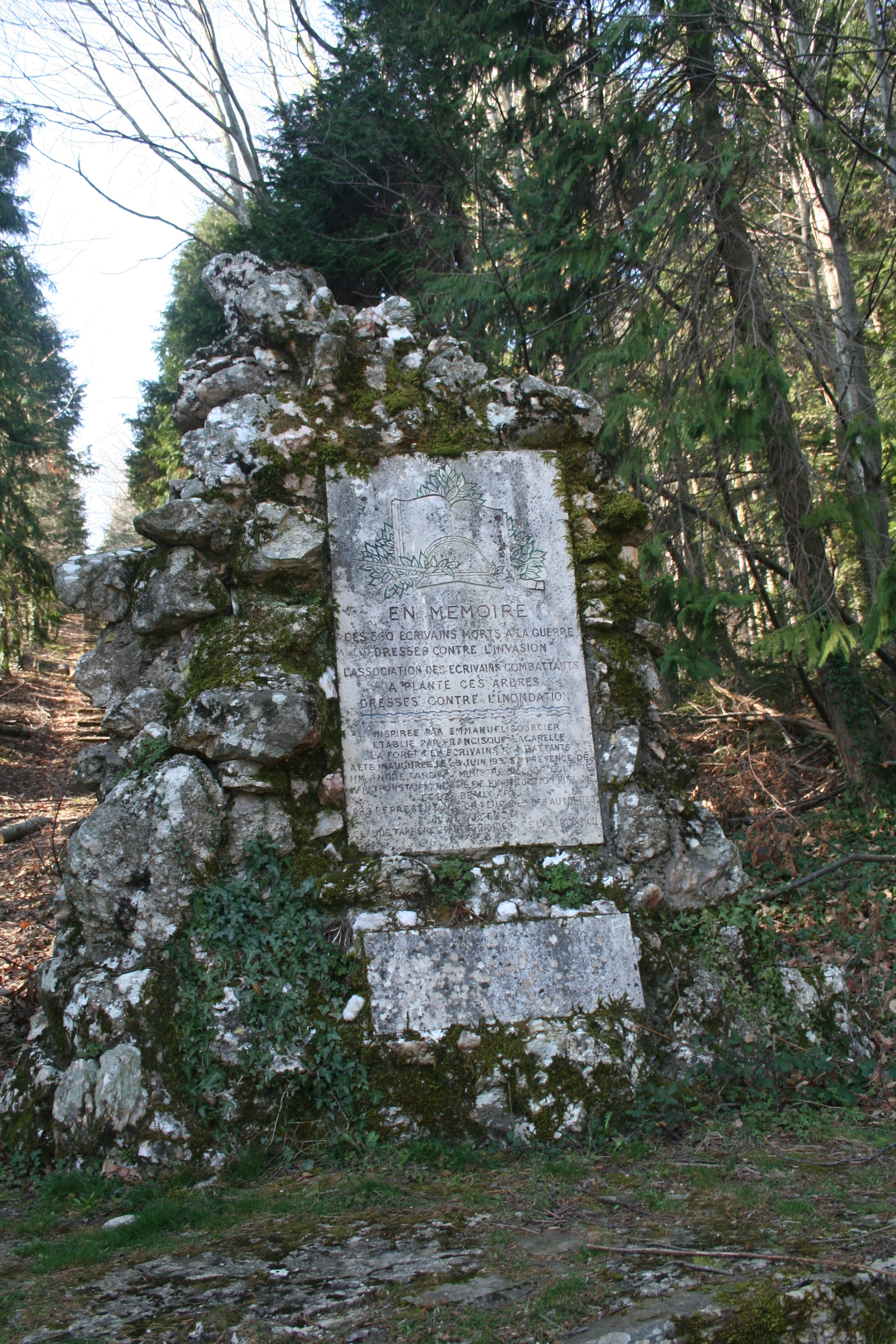
Stèle d'entrée.
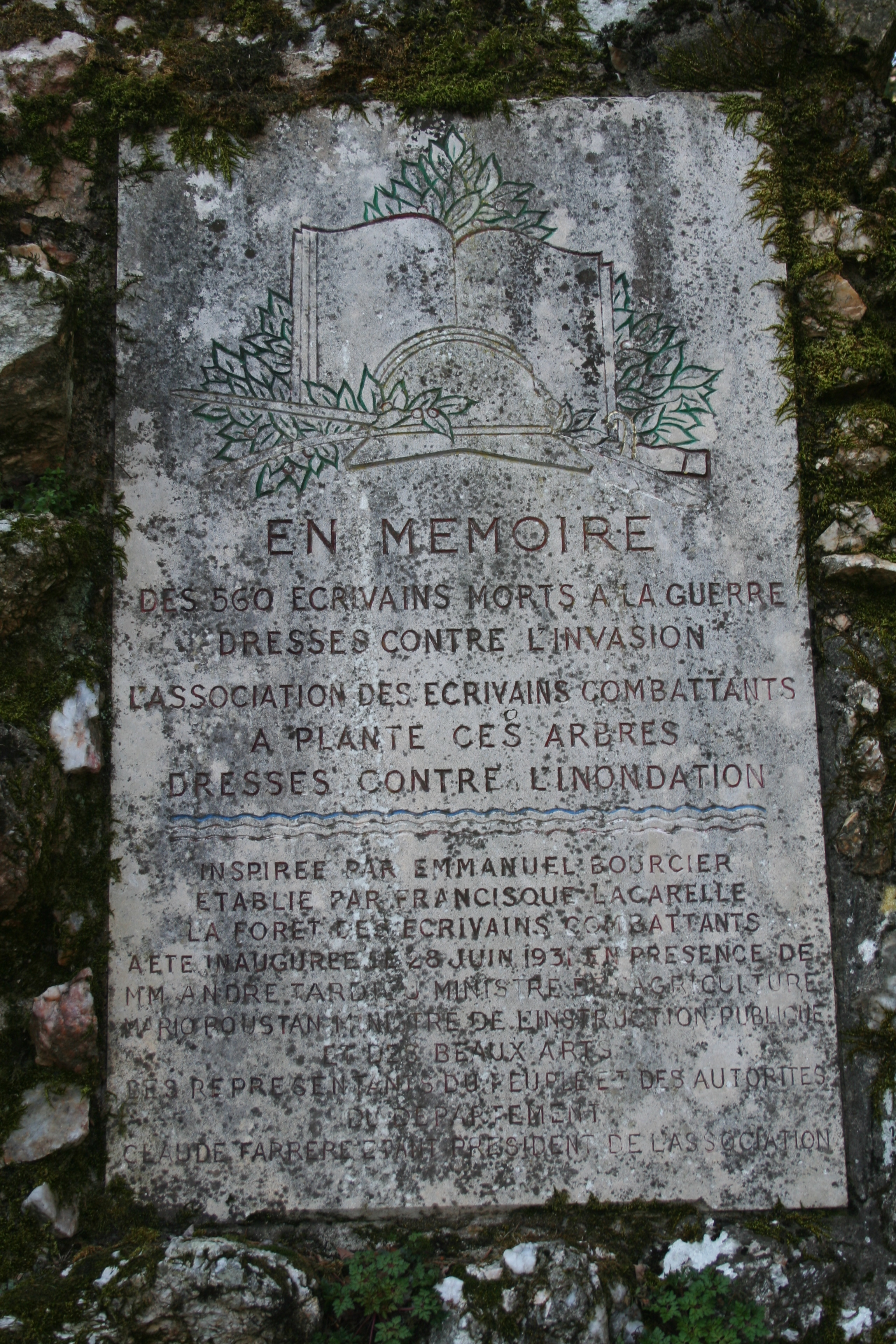
Stèle d'entrée (détail).
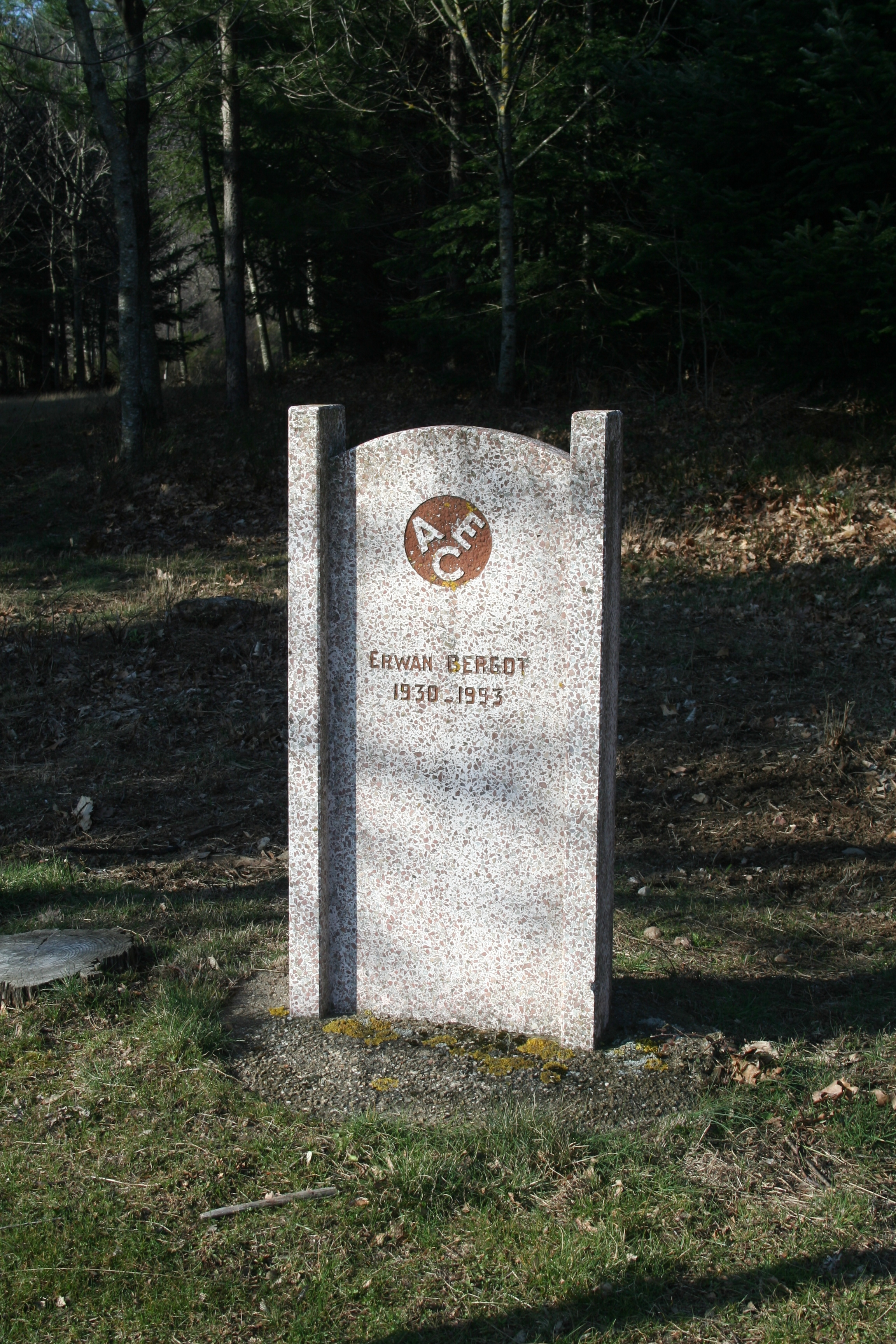
Stèle Erwan Bergot (1930-1953).
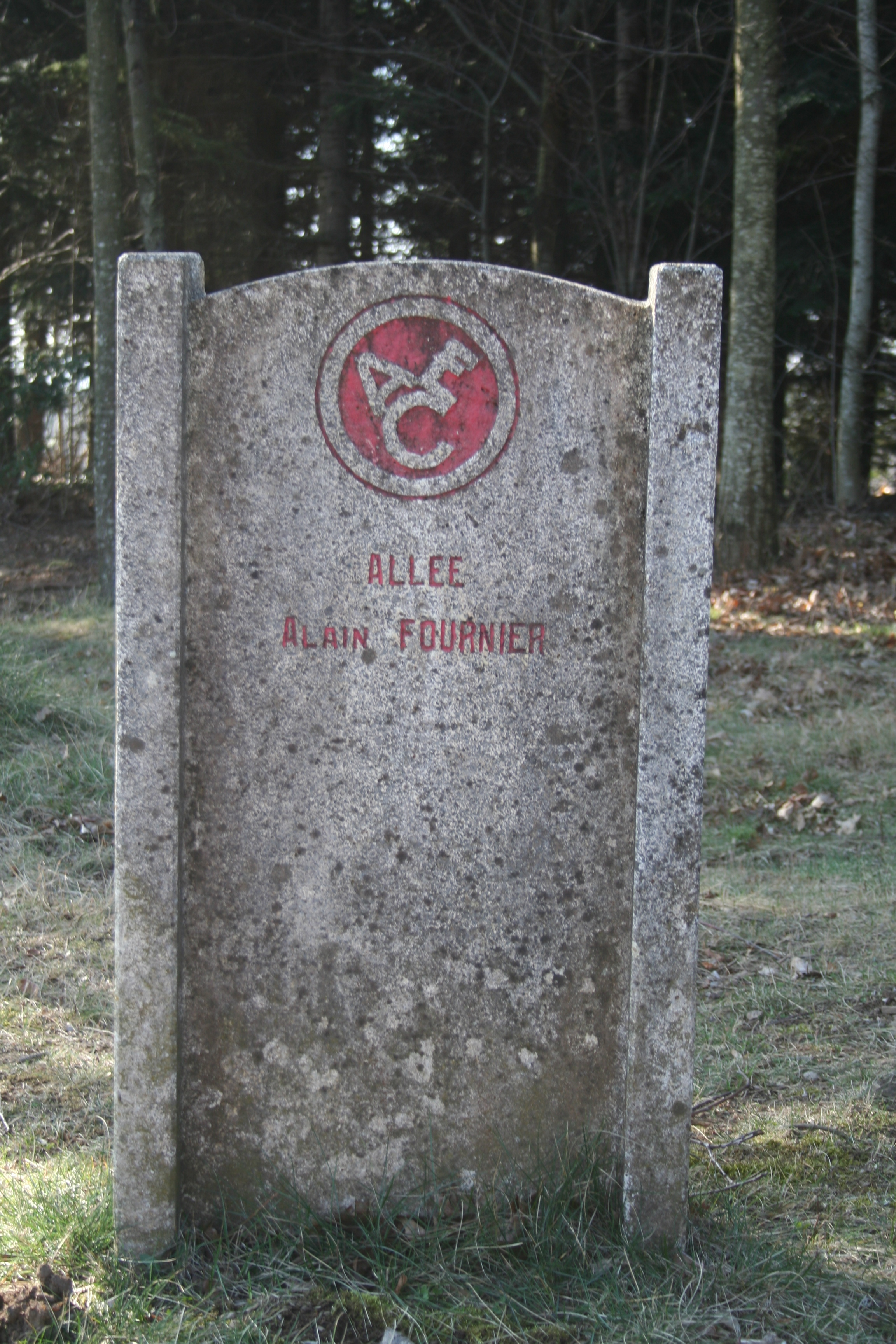
Stèle Alain-Fournier.
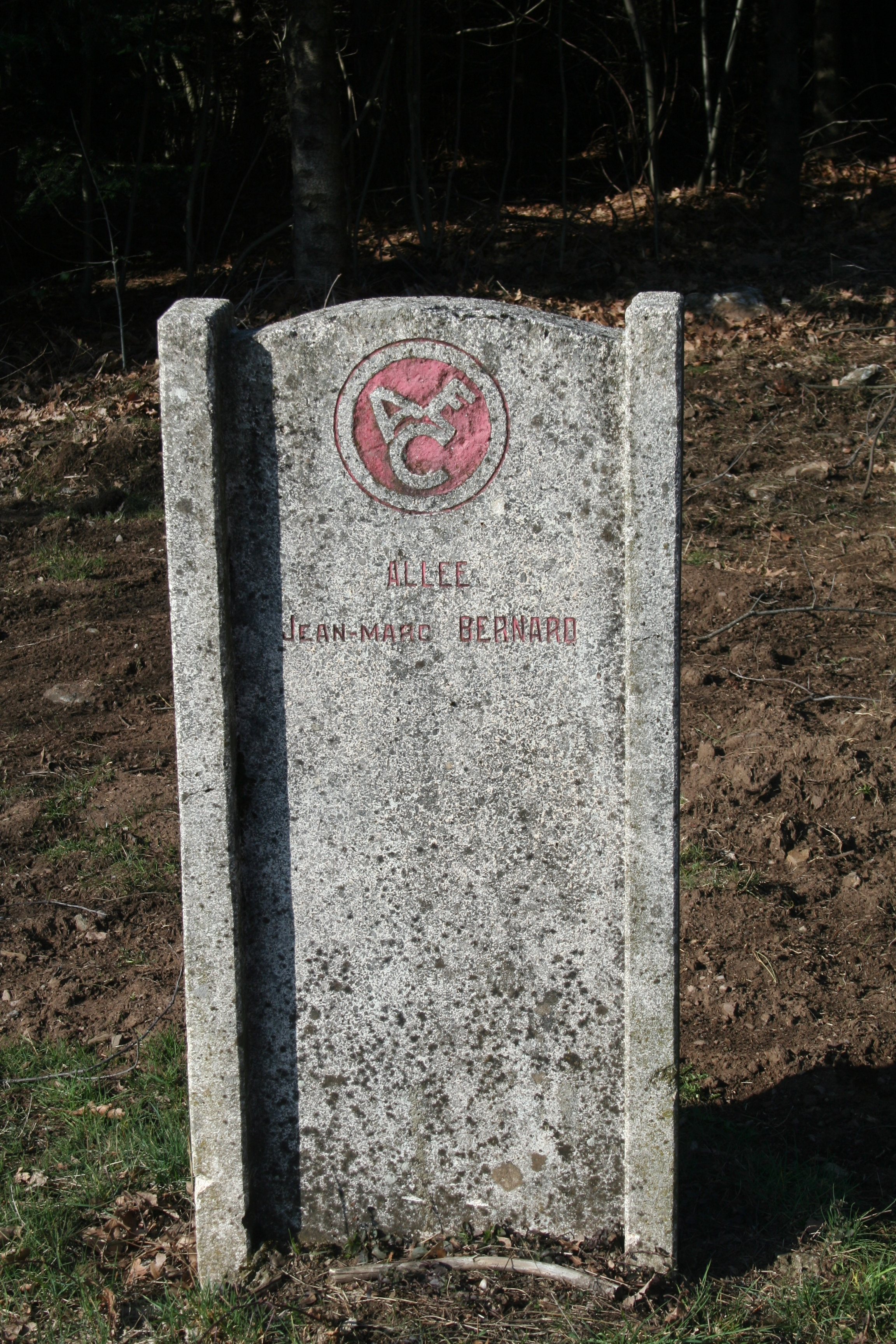
Stèle Jean-Marc Bernard.